# Alloteuthis subulata

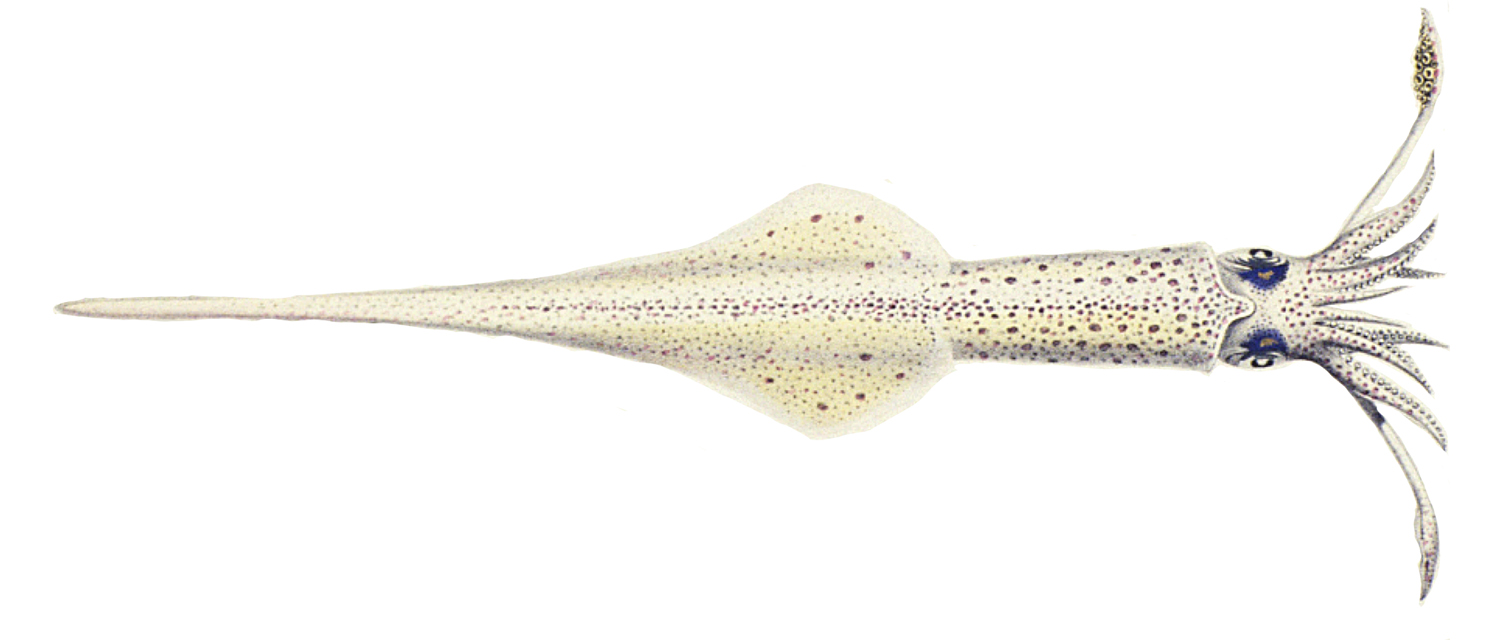
Dessin naturaliste.

Espèce
Alloteuthis subulata, anciennement Loligo subulata est une espèce de calmars de la famille des Loliginidae. On le rencontre principalement dans le nord-est de l'océan Atlantique et dans la mer Méditerranée, à des profondeurs d'environ 200 m, mais parfois moins la nuit.